# Bernhard II. (Sachsen-Meiningen)

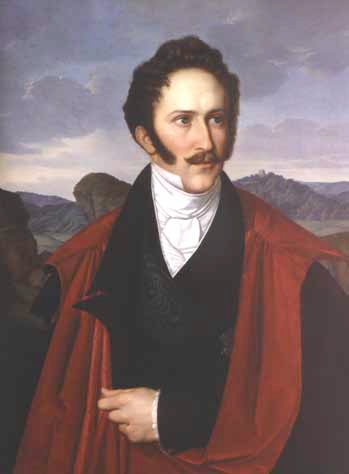
Herzog Bernhard II. Erich Freund von Sachsen-Meiningen

Bernhard II. E(h)rich Freund Herzog von Sachsen-Meiningen (* 17. Dezember 1800 in Meiningen; † 3. Dezember 1882 ebenda), auch Bernhard II. von Sachsen-Meiningen-Hildburghausen, war von 1803 bis 1866 Herzog von Sachsen-Meiningen.

## Leben
Bernhard war das jüngste Kind des Herzogs Georg I. von Sachsen-Meiningen und dessen Gemahlin Louise Eleonore von Hohenlohe-Langenburg. Den Namen Bernhard gab ihm sein Vater nach dem Gründer der Linie Sachsen-Meiningen, die Namen Ehrich und Freund sollten ausdrücken, er möge stets seine Diener und Untertanen ehren und ihnen ein Freund sein. Bernhard überlebte seine beiden Schwestern Adelheid (1792–1849), spätere Königin von Großbritannien, und Ida (1794–1852), spätere Herzogin von Sachsen-Weimar-Eisenach, um mehr als 30 Jahre.

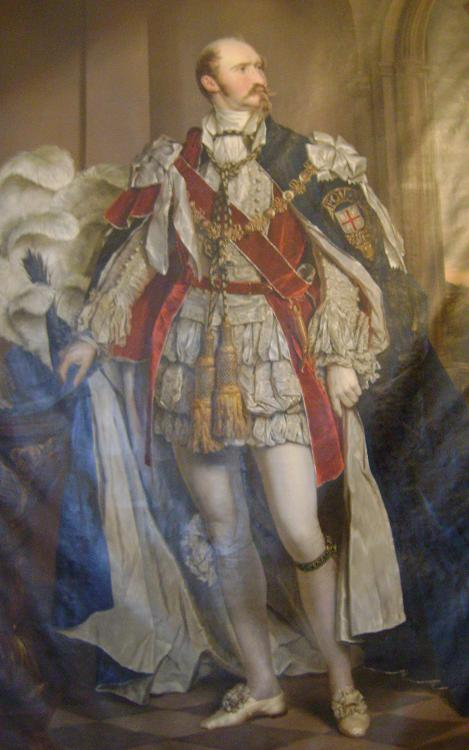
Bernhard II. als Ritter des Hosenbandordens; Gemälde von Samuel Friedrich Diez;
Meininger Museen

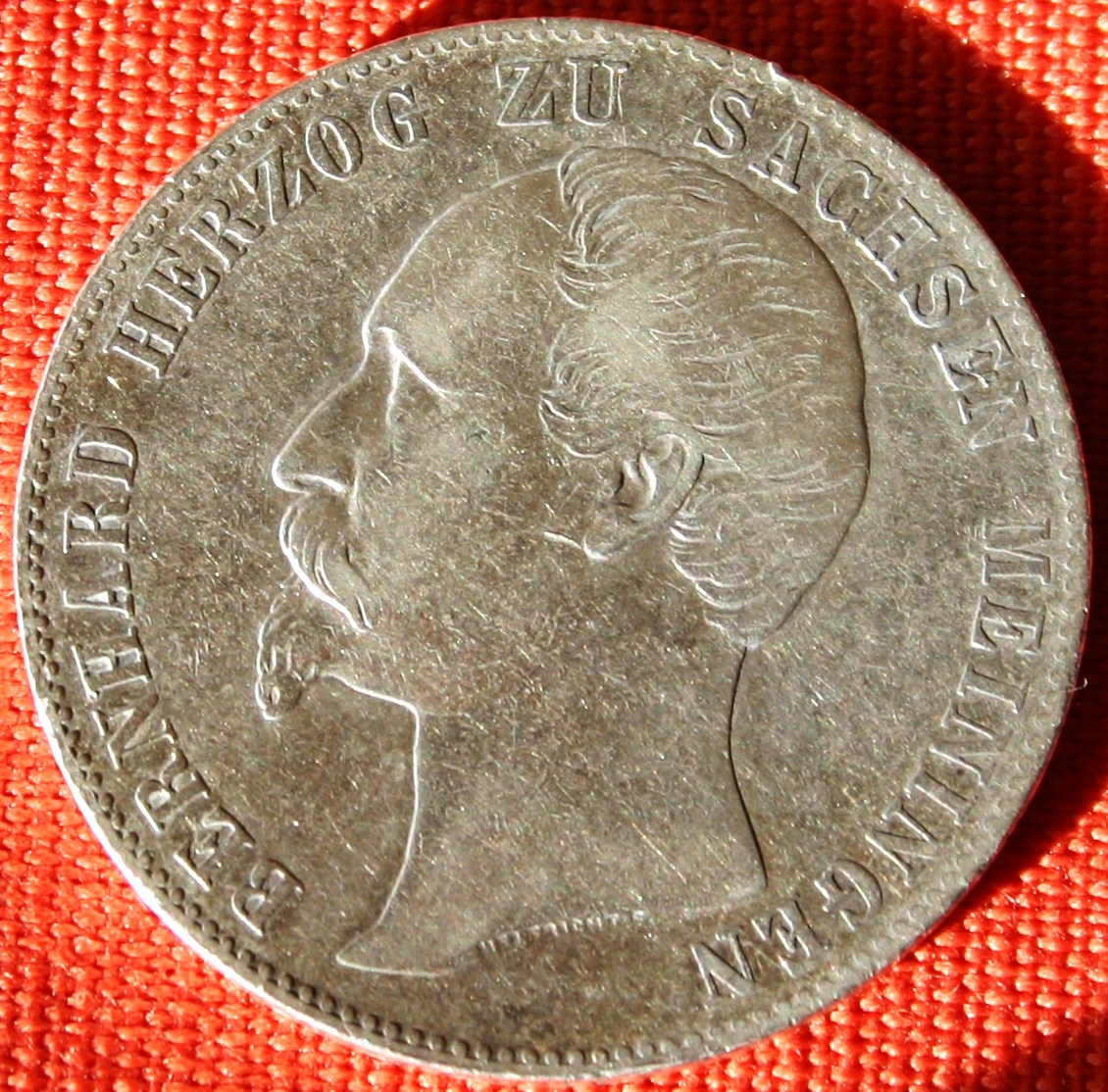
Taler von 1861 mit Konterfei Bernhards

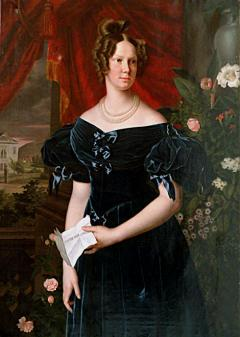
Bernhards Ehefrau Marie von Hessen-Kassel (um 1830)

Nach dem frühen Tod seines Vaters am Heiligen Abend 1803 folgte er diesem unter der Vormundschaft seiner Mutter Louise Eleonore (1763–1837) in der Regierung und übernahm dieselbe 1821. Drei Jahre darauf ließ er die unter die Garantie des Deutschen Bundes gestellte verbesserte landständische Verfassung in Kraft treten. Nach dem Aussterben der Linie Sachsen-Gotha-Altenburg vereinigte Bernhard II. mit dem am 12. November 1826 geschlossenen Teilungsvertrag das Herzogtum Sachsen-Hildburghausen, das Fürstentum Saalfeld, das Amt Themar, die Grafschaft Kamburg und die Herrschaft Kranichfeld mit seinem Erbland, das sich durch diesen Zuwachs an Territorium und Bevölkerung mehr als verdoppelte. Am 23. August 1829 gab der Herzog den vereinigten Ländern ein neues Grundgesetz.
Durch Reisen nach England, wo seine Schwester Adelheid ab 1830 Königin war, beeinflusst, bestimmte der englische Parlamentarismus viele staatliche und wirtschaftliche Grundsatzentscheidungen in Sachsen-Meiningen. Im Jahr 1830 wurde Bernhard auch in den Hosenbandorden aufgenommen.
Die Besserung der wirtschaftlichen Verhältnisse erlaubten die Stadterweiterung Meiningens nach Norden (unter anderem Bernhardstraße), die Errichtung des Hoftheaters und den Bau des Schlosses Landsberg.

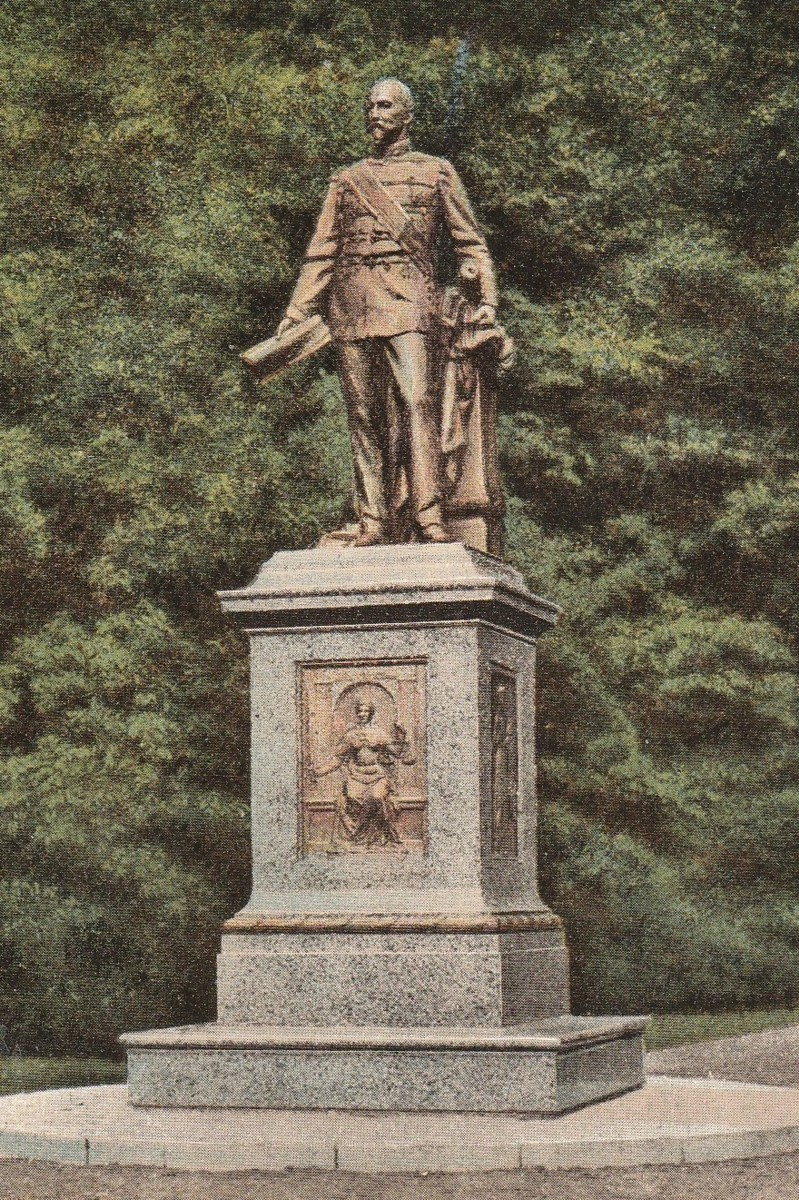
Denkmal für Bernhard II. im Englischen Garten, Caspar von Zumbusch 1905, 1949 zerstört

Im März 1848 bewilligte Bernhard II. die Forderungen des Volkes, bevor es zu größeren Protesten kam, nahm die Reichsverfassung bereitwillig an, trat später der Erfurter Union bei und zeigte auch nach dem Scheitern der Pläne Preußens 1850 seine Sympathien für die deutschen Einheitsbestrebungen. Er selber wurde vom preußischen König am 27. Februar 1850 zum Ritter des Hohen Ordens vom Schwarzen Adler ernannt und am 17. Mai 1850 zum Generalleutnant  à la suite der preußischen Armee. Am 31. Mai 1859 wurde er zum General der Infanterie ernannt.
Später wandte er sich der großdeutschen Partei zu, protestierte gegen die von Sachsen-Coburg und Gotha mit Preußen abgeschlossene Militärkonvention und stand 1866, neben dem Fürsten Reuß zu Greiz, als einziger thüringischer Regent auf Seiten der Gegner Preußens. Auch bei den Friedensverhandlungen zeigte er sich dem Beitritt zum Norddeutschen Bund so abgeneigt, dass am 19. September preußische Truppen in Meiningen einrückten. Dies zwang ihn, am 20. September 1866 zugunsten des Erbprinzen Georg die Regierung niederzulegen.
Bernhard Erich lebte von da ab als Privatmann im Großen Palais, das er 1823 für seine Mutter als Wittumspalais hatte errichten lassen. Die vorgeschlagene Beraterfunktion für seinen Sohn Georg lehnte dieser ab. Das Verhältnis von Vater und Sohn war gespannt, Bernhard hatte in der Zeit seiner Regierung seinem Sohn jeglichen Zugang zu den Regierungsgeschäften versagt. Als Georg II. 1873 eine morganatische Ehe mit der Schauspielerin Ellen Franz einging, versuchte Bernhard bei Kaiser Wilhelm I. vergeblich, die Absetzung seines Sohnes zu erwirken. Erst 1878 erklärte er sich bereit, die Schwiegertochter zu empfangen. Bernhard starb am 3. Dezember 1882.

## Nachkommen
Bernhard II. heiratete am 23. März 1825 in Kassel Prinzessin Marie von Hessen-Kassel (1804–1888), Tochter des seit 1821 regierenden Kurfürsten Wilhelm II. von Hessen-Kassel (1777–1847) und dessen erster Frau, der preußischen Prinzessin Auguste (1780–1841). Sie hatten zwei Kinder:
- Georg II. (1826–1914), Herzog von Sachsen-Meiningen

⚭ 1. 1850 Prinzessin Charlotte von Preußen (1831–1855)
⚭ 2. 1858 Prinzessin Feodora zu Hohenlohe-Langenburg (1839–1872)
⚭ 3. 1873 Helene Freifrau von Heldburg (1839–1923)
- Auguste (1843–1919)

⚭ 1862 Prinz Moritz von Sachsen-Altenburg (1829–1907)